# Aldeia da Dona
Aldeia da Dona é uma aldeia situada no Nordeste de Portugal, na zona de Portugal, Beira Alta, no concelho do Sabugal, e que dista cerca de 35 km da fronteira de Vilar Formoso, espanhola.

## Localização
Fica localizada entre as aldeias Bismula, Nave, Ruivos, Escarbalhado e Alfaiates. A aldeia dista de aproximadamente 4 km da sede da freguesia e de 17 km da sede do concelho.

## Caracteristicas
Se pretende ir pela Nave, terá acesso a Aldeia da Dona por uma estrada com uma grande reta, sendo acompanhado por um pinhal, quase ao chegar à aldeia.
A partir deste local, inicia-se uma descida, e pouco a pouco, avista-se a aldeia no horizonte. Continuando a descida, surgem as primeiras casas e do seu lado direito, descobrirá uma escultura em ferro, chamada "O pastor, a cabra e o cão" obra feita por Kim Prisu,  e A.L. Tony. E prosseguindo o trajeto, aproxima-se do seu destino. Terá apenas que atravessar uma ponte para aceder à aldeia.
Depois de passar a ponte, verificará, à sua direita, a existência de um lavadouro, e à sua esquerda o edifício da antiga escola primária. No antigo pátio desta escola, encontra-se outra escultura chamada "O lavrador" feita com ferro forjado assim que outra a frente alegria toda colorida.
Continuando o percurso, vire na primeira rua à direita (Rua Nova) que o levará ao centro da aldeia, onde se situa a igreja do povo e o seu campanário. Seguindo por uma pequena rua (Rua do Meio) chegará à praça da aldeia, chamada "Largo do Enchido" onde encontrará facilmente alguém com quem conversar e onde poderá passar uns momentos sossegados debaixo de uma nogueira já centenária. Neste largo existe uma fonte bastante antiga e um cruzeiro. Também se ergue à entrada deste largo outra obra, bastante surpreendente, chamada "A vaca dos cornos grandes".
E quando se sai para ir para a Bisnula em frente do cemitério se encontra outra escultura o Cavador
“o Cavador “
No seu percurso turístico e artístico, vale, efetivamente, a pena fazer um pequeno desvio para visitar esta pequena aldeia e descobrir as obras de arte que nela se encontram.